# Hellern bei Wietze
Hellern bei Wietze ist ein Naturschutzgebiet in der niedersächsischen Gemeinde Wietze im Landkreis Celle.

## Allgemeines
Das Naturschutzgebiet mit dem Kennzeichen NSG LÜ 309 ist circa 66 Hektar groß. Es ist praktisch deckungsgleich mit dem gleichnamigen FFH-Gebiet. Im Süden grenzt es an das Landschaftsschutzgebiet „Forst Rundshorn-Fuhrberg“. Das Gebiet steht seit dem 7. November 2018 unter Naturschutz. Zuständige untere Naturschutzbehörde ist der Landkreis Celle.

## Beschreibung
Das Naturschutzgebiet liegt südwestlich von Wietze im Wietzenbruch. Es stellt ein Laubwaldgebiet in der Niederung der Wietze unter Schutz. Die Waldgesellschaften werden von Eichenwäldern auf Sandböden mit Stieleiche, Hainsimsen-Buchenwäldern und Buchenwäldern mit Stechpalme und feuchten Eichenmisch- und Eichen-Hainbuchenwäldern geprägt. Entlang der Wietze stocken auch Auenwälder mit Schwarzerle und Esche.
Die Wälder verfügen über einen hohen Alt- und Totholzanteil. In den Wäldern des Naturschutzgebietes siedeln verschiedene gefährdete Pflanzenarten, darunter Walzensegge und Purgierkreuzdorn sowie Flechten wie Schrift- und Porenflechte und Pilze wie Leberreischling, Glänzender Lackporling und Eichenfeuerschwamm. Das Gebiet ist Lebensraum verschiedener Fledermäuse und Vögel. Die Waldgesellschaften mit ihrem Alt- und Totholz bieten z. B. Klein- und Grünspecht einen geeigneten Lebensraum.
Das Waldgebiet wird von der ausgebauten Wietze durchflossen. Sie ist Jagdrevier und Wanderkorridor des Fischotters.
Das Naturschutzgebiet ist größtenteils von landwirtschaftlichen Nutzflächen umgeben. Im Süden grenzt es stellenweise an Waldgesellschaften des Hellern, die nicht in das Naturschutzgebiet einbezogen sind, im Westen an weitere Waldgesellschaften des Grauwinkels. Im Osten grenzt das Naturschutzgebiet an eine zwischen Wietze und Fuhrberg verlaufende Kreisstraße. Das Waldgebiet wird von den Niedersächsischen Landesforsten bewirtschaftet.